# Sutra del Loto: XV capitolo

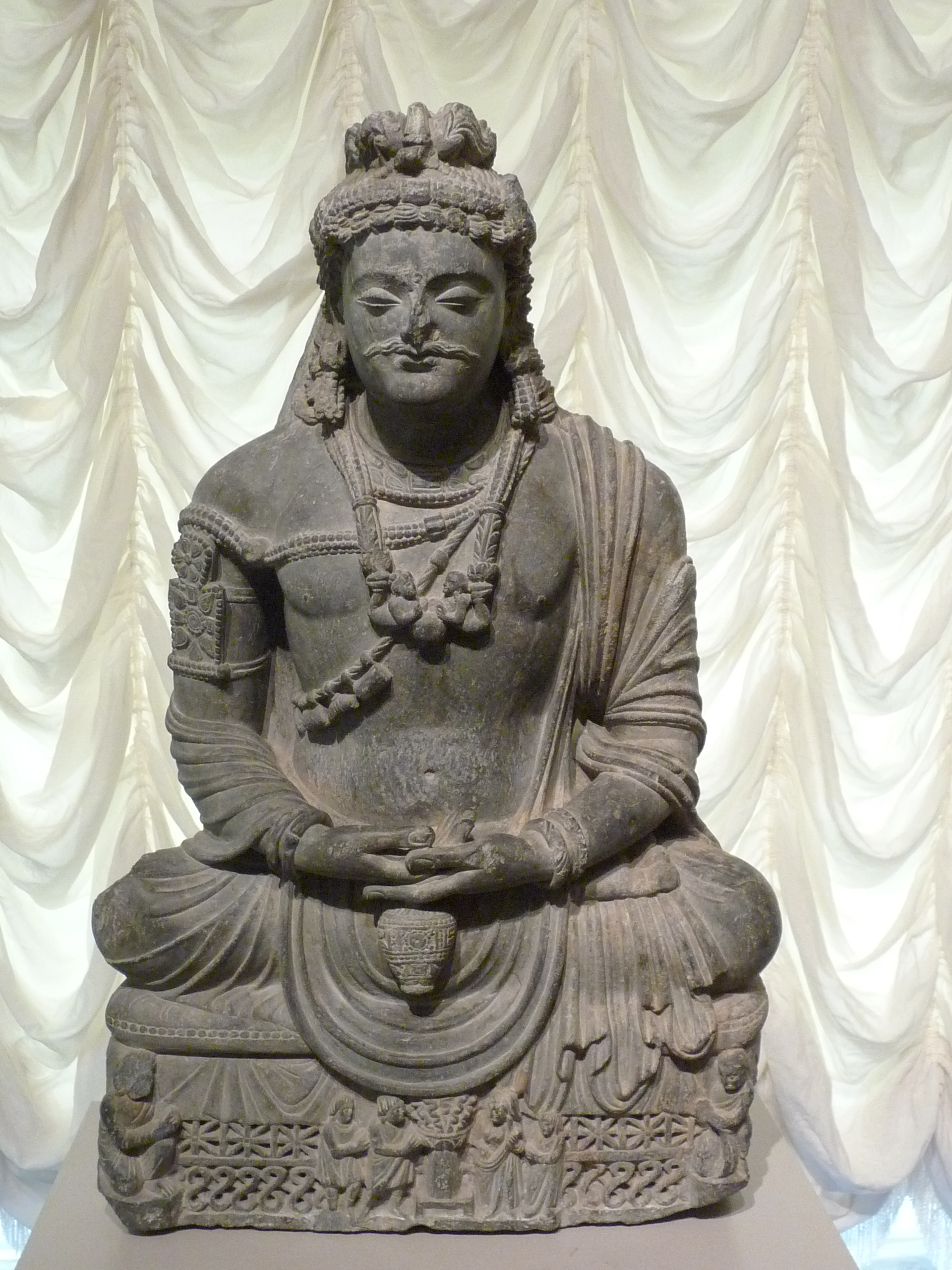
Il bodhisattva Maitreya, futuro buddha, nell'arte del Gandhāra (Museo dell'Ermitage, San Pietroburgo). In questa raffigurazione Maitreya e nella postura del Loto (padmāsana) con le gambe incrociate e le ginocchia premute contro il pavimento. Le mani sono poste nel gesto di meditazione (dhyānamudrā).

Dopo queste dichiarazione del Buddha Śākyamuni tutti i bodhisattva e i mahāsattva giunti dalle altre terre si resero disponibili a diffondere e proteggere il Sutra del Loto nel mondo di sahā dopo il parinirvāṇa del Buddha.
Il  Buddha rispose loro che non occorreva questa disponibilità in quanto proprio nel mondo di sahā erano già pronti a proteggere e predicare il Sutra moltitudini   di bodhisattva e di mahāsattva.
A quel punto dal suolo di migliaia di milioni di paesi del mondo di sahā emersero moltitudini di bodhisattva e di mahāsattva dal corpo dorato e che presentavano i trentadue segni, essi avevano vissuto nello spazio vuoto disposto sotto la terra di sahā, pronti alla chiamata del Buddha Śākyamuni. Quattro tra tutti questi bodhisattva sono messi a guida di tutto l'innumerevole gruppo di discepoli: Viśiṣṭacāritra (Condotta Superiore), Anantacāritra (Condotta Infinita), Viśuddhicāritra (Condotta Pura) e Supratiṣṭhitacāritra (Condotta Ben Stabile). Tra questi quattro, il bodhisattva Viśiṣṭacāritra  è la guida. A lui è destinato il compito di guidare la propagazione del Sutra nel futuro incerto dell'ultimo periodo di cinquecento anni della Legge del  Buddha.
Dopo essere emerse, queste moltitudini di moltitudini  di bodhisattva e di mahāsattva si recarono di fronte allo stūpa ingioiellato, sospeso nell'aria, dove erano assisi il Buddha Śākyamuni e il Buddha Prabhūtaratna (Buddha Molti Tesori) omaggiandoli. Tutto questo avvenimento durò cinque piccoli kalpa, ma i presenti ritennero fosse trascorsa solo mezza giornata.
Il bodhisattva Maitreya, stupito dall'accaduto, chiese al Buddha Śākyamuni l'origine di queste schiere di bodhisattva perfetti pronte a servire il Buddha e a diffondere il Sutra.
Il Buddha gli rispose che innumerevoli kalpa fa questi bodhisattva e mahāsattva furono da lui convertiti e si esercitarono da allora nella Via, da quando lui, il Buddha Śākyamuni, raggiunse la bodhi suprema a Bodhgayā essi furono addestrati come bodhisattva.
Maitreya rimase ulteriormente stupito e domandò allo Śākyamuni come era possibile che l'evento della sua illuminazione accaduto quarant'anni prima gli avesse consentito di addestrare in modo così perfetto una innumerevole schiera di bodhisattva e di mahāsattva. 